# SN 1986B
SN 1986B – supernowa typu I odkryta 13 lutego 1986 roku w galaktyce NGC 5101. W momencie odkrycia miała maksymalną jasność 17,00m.